# Eliza Roberts
Pour les articles homonymes, voir Roberts.
 (octobre 2024).
La mise en forme du texte ne suit pas les recommandations de Wikipédia : il faut le « wikifier ».
Les points d'amélioration suivants sont les cas les plus fréquents. Le détail des points à revoir est peut-être précisé sur la page de discussion.
- Les titres sont pré-formatés par le logiciel. Ils ne sont ni en capitales, ni en gras.
- Le texte ne doit pas être écrit en capitales (les noms de famille non plus), ni en gras, ni en italique, ni en « petit »…
- Le gras n'est utilisé que pour surligner le titre de l'article dans l'introduction, une seule fois.
- L'italique est rarement utilisé : mots en langue étrangère, titres d'œuvres, noms de bateaux, etc.
- Les citations ne sont pas en italique mais en corps de texte normal. Elles sont entourées par des guillemets français : « et ».
- Les listes à puces sont à éviter, des paragraphes rédigés étant largement préférés. Les tableaux sont à réserver à la présentation de données structurées (résultats, etc.).
- Les appels de note de bas de page (petits chiffres en exposant, introduits par l'outil «  Source ») sont à placer entre la fin de phrase et le point final[comme ça].
- Les liens internes (vers d'autres articles de Wikipédia) sont à choisir avec parcimonie. Créez des liens vers des articles approfondissant le sujet. Les termes génériques sans rapport avec le sujet sont à éviter, ainsi que les répétitions de liens vers un même terme.
- Les liens externes sont à placer uniquement dans une section « Liens externes », à la fin de l'article. Ces liens sont à choisir avec parcimonie suivant les règles définies. Si un lien sert de source à l'article, son insertion dans le texte est à faire par les notes de bas de page.
- La présentation des références doit suivre les conventions bibliographiques. Il est recommandé d'utiliser les modèles {{Ouvrage}}, {{Chapitre}}, {{Article}}, {{Lien web}} et/ou {{Bibliographie}}. Le mode d'édition visuel peut mettre en forme automatiquement les références.
- Insérer une infobox (cadre d'informations à droite) n'est pas obligatoire pour parachever la mise en page.

Pour une aide détaillée, merci de consulter Aide:Wikification.
Si vous pensez que ces points ont été résolus, vous pouvez retirer ce bandeau et améliorer la mise en forme d'un autre article.
Eliza Roberts (née le 23 janvier 1953 à Los Angeles) est une directrice de casting, actrice, productrice, scénariste et également coach d'acteurs. Mariée à l'acteur Eric Roberts, elle est aussi son manager artistique.

## Biographie

### Jeunesse
Eliza Garrett est née le 23 janvier 1953. Elle est la fille unique des scénaristes David Rayfiel et Lila Garrett. Ses parents n'ont été mariés que trois ans. Son grand-père est l'homme d'État et juge Leo F. Rayfiel.

## Carrière

### Actrice
À 18 ans, elle obtient son diplôme. Deux ans plus tard, en 1973, elle laisse tout derrière elle pour poursuivre une carrière d'actrice. Son premier rôle au cinéma est dans le film Schlock, sorti en 1973, où elle joue aux côtés de John Landis, qui est également le réalisateur du film. En 1978, elle est de nouveau engagée par le même réalisateur et apparaît dans la comédie American College. Pendant le tournage, elle attendait son premier enfant, Keaton.
En 1994, elle incarne Lara Lor-Van, la mère de Superman, dans un épisode de Lois & Clark : Les nouvelles aventures de Superman. En 1996, elle joue le rôle de Miranda dans un film de la franchise Doctor Who.
En 2021, elle partage l'affiche avec son mari dans The Tasmanian Devil, réalisé par Hussain Ahmad. Pour ce rôle, elle remporte deux prix, dont celui de la Meilleure Actrice au Toronto Independent Film Festival en 2022. En 2023, elle co-produit le film My Last Best Friend, qui remporte le prix du Meilleur Long Métrage au Athens Digital International Film Festival, en Grèce.

### Directrice de casting
Sa première expérience en tant que directrice de casting remonte à la sitcom de CBS Baby... I'm Back!. Cette série a été créée par sa mère, Lila Garrett, et Mort Lachman. Elle a repris ce rôle huit ans plus tard pour les émissions You Again? et Throb, et en 1990 pour la série Jack Killian, l'homme au micro, entre autres.

### Productrice
En 2012, elle commence sa carrière de productrice de films avec le film Letting Go, dans lequel elle joue également. Elle a ensuite produit des courts métrages et des longs métrages, souvent en se mettant en scène, ainsi que son mari ou sa mère.

### Vie personnelle
De son premier mariage avec le producteur James Simons (Malcolm), elle a eu deux enfants : Keaton (né en 1978), musicien, et Morgan, chef pâtissier.
En 1986, elle rencontre Eric Roberts dans un avion alors qu'il était encore marié à Kelly Cunningham. Ils divorcent en 1991, et la même année, Eric et Eliza commencent à se fréquenter et se marient le 16 août 1992. Elle devient alors la belle-sœur des actrices Lisa et Julia Roberts.
En 1995, une dispute éclate avec son mari à leur domicile, ce qui conduit à l'arrestation d'Eric et sa détention pour lui avoir donné un coup sur la tête. Il paie lui-même une caution de 50 000 $ pour être libéré,. Eliza pose un ultimatum à Eric : il devait se sevrer s'il ne voulait pas la perdre. Le tribunal ordonne également à Eric de suivre un programme de réhabilitation de 18 mois. Il arrête la cocaïne mais reste dépendant du cannabis. Grâce à diverses thérapies, Eliza aide Eric à surmonter ses dépendances. Ensemble, ils participent à la saison 4 de Celebrity Rehab sur VH1. Le couple est considéré comme l'un des plus solides d'Hollywood par divers médias.
De plus, en tant que manager d'Eric, Eliza a revitalisé sa carrière.
Eliza entretient une bonne relation avec sa belle-fille, l'actrice Emma Roberts.
Dans l'industrie cinématographique, elle est la marraine de Mason Ewing.

## Philanthropie
Eliza Roberts milite pour la protection de l'enfance aux côtés de l'acteur et auteur Steve Pemberton et de la productrice Sharon LeCoque.